# Rhaphuma puncticollis
Rhaphuma puncticollis là một loài bọ cánh cứng trong họ Cerambycidae.